# Orrin (Dakota del Nord)
Orrin è un census-designated place (CDP) degli Stati Uniti d'America, situato nello Stato del Dakota del Nord, nella contea di Pierce. Secondo il censimento del 2020 gli abitanti di Orrin ammontavano a 7.
Due siti di Orrin sono stati inseriti nel National Register of Historic Places: l'Old Saint John Nepomocene Cemetery e il St. Mathias Cemetery.